# Wydział Infrastruktury i Środowiska Politechniki Częstochowskiej
Wydział Infrastruktury i Środowiska Politechniki Częstochowskiej – jeden z sześciu wydziałów Politechniki Częstochowskiej.

## Historia
W 1984 roku został utworzony Instytut Inżynierii Sanitarnej funkcjonujący w ramach Wydziału Budownictwa. W 1997 roku, wskutek zarządzenia MEN, Instytut został wydzielony z Wydziału jako samodzielna jednostka, a w tym samym roku został przekształcony w Wydział Inżynierii i Ochrony Środowiska. Wskutek poszerzenia obszaru działalności naukowej i dydaktycznej Wydziału w 2012 roku zmieniono jego nazwę na Wydział Inżynierii Środowiska i Biotechnologii, a następnie w 2016 roku na Wydział Infrastruktury i Środowiska.

## Kierunki kształcenia
Dostępne kierunki:
- Inżynieria Środowiska (studia I i II stopnia)
- Architektura Krajobrazu (studia I stopnia)
- Biotechnologia (studia I i II stopnia)
- Odnawialne Źródła Energii (studia I stopnia)
- Energetyka (studia I i II stopnia)
- Energetyka Jądrowa (studia I stopnia)
- Inteligentne Miasta (studia I stopnia)
- Studia w języku angielskim (studia II stopnia)

## Władze Wydziału
W kadencji 2020–2024:
| Stanowisko                                                                  | Imię i nazwisko                             |
| --------------------------------------------------------------------------- | ------------------------------------------- |
| Dziekan                                                                     | prof. dr hab. inż. Izabela Majchrzak-Kucęba |
| Kierownik dydaktyczny                                                       | dr inż. Rafał Jasiński                      |
| Kierownik dyscypliny naukowej Inżynieria Środowiska, Górnictwo i Energetyka | dr hab. inż. Iwona Zawieja, prof. PCz       |
| Kierownik ds. rozwoju                                                       | dr hab. inż. Marcin Panowski                |

## Struktura organizacyjna
| Katedra                                           | Kierownik                                 |
| ------------------------------------------------- | ----------------------------------------- |
| Katedra Sieci i Instalacji Sanitarnych            | dr hab. inż. Mariusz Kowalczyk, prof. PCz |
| Katedra Inżynierii Środowiska i Biotechnologii    | prof. dr hab. Agata Rosińska              |
| Katedra Zaawansowanych Technologii Energetycznych | dr hab. inż. Artur Błaszczuk, prof. PCz   |